# Křivatec nejmenší

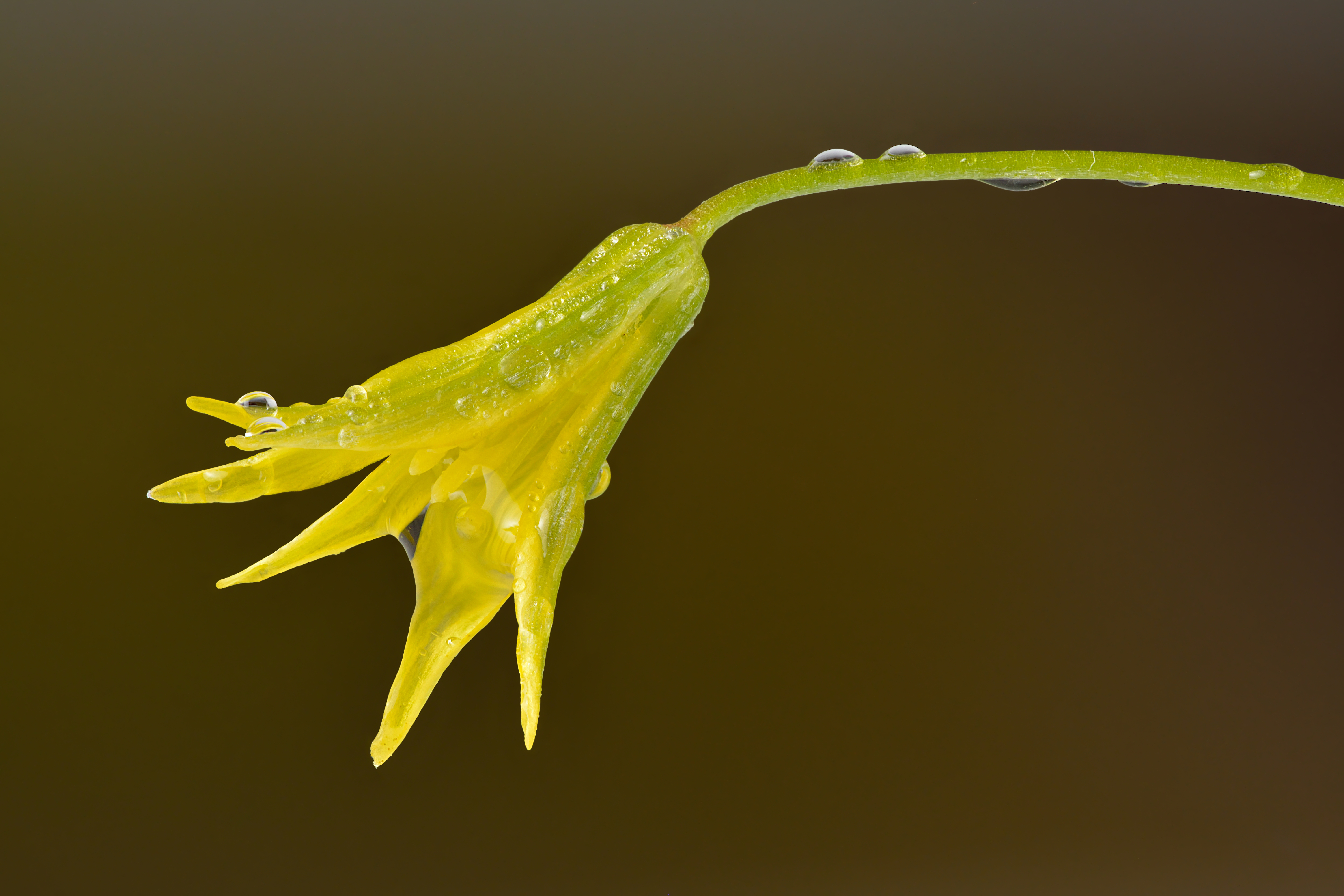
Květ křivatce nejmenšího

Křivatec nejmenší (Gagea minima) je drobná cibulovitá květina, žlutě kvetoucí posel jara který, jak napovídá druhové jméno, je jedním z nejmenších druhů rozsáhlého rodu křivatec.

## Rozšíření
Hlavním místem jeho rozšíření je Evropa, kde vyrůstá vyjma severu Skandinávie, Britských ostrovů a Pyrenejského poloostrova téměř ve všech oblastech, i když nestejně četně. Z Evropy se jeho areál výskytu táhne již jen ostrůvkovitě přes západní, jihozápadní až po střední Asii a Sibiř. V České republice jej lze spatřit roztroušeně v teplých oblastech Čech i Moravy, hlavně v Polabí, Českém krasu, v okolí Prostějova, Blanska a dále na jihu Moravy.
Pro svůj růst potřebuje humózní, dusíkem dobře zásobené vápnité půdy a osluněná stanoviště. Vyskytuje se na vlhkých světlých mýtinách a holinách listnatých lesů, na jejich okrajích a často také v aluviích větších řek.

## Popis
Vytrvalá rostlina se dvěma podzemními cibulkami ve společném obalu, jedna je větší a druhá menší. Z větší vyrůstá jediný přízemní list a lodyha, z menší nic nebo jen zárodek listu. V okolí zpravidla rostou vedlejší cibulky z kterých rostou tenké a na průřezu okrouhlé listy. Tyto kulaté polštáře listů jsou dobrým poznávacím znamením druhu.
Přízemní list je úzce kopinatý, plochý, široký pouze 1 až 2 mm. Květné lodyhy, většinou lysé, tenké a ochablé, jsou přímé a dorůstají do výše 10 až 15 cm. Rostou na ní protistojné, světle zelené, dlouze špičaté lodyžní listy, někdy klasifikované jako listeny; jsou ploché a nejspodnější z nich je nejméně 2,5krát delší než ostatní a je také podstatně širší.
V úžlabí lodyžních listů vyrůstá po jednom květu na holé nebo roztroušeně chlupaté stopce která je až 3krát delší než samotný květ, těch bývá na rostlině okolo pěti. Sytě žlutých okvětních lístků dlouhých 1 až 1,5 cm je šest, jsou úzce kopinaté, ostře zašpičatělé a na hrotu obloukovitě ven zakřivené. Šest tyčinek s prašníky dosahuje jen do poloviny délky okvětí. Semeník má jedinou čnělku s bliznou.
Květy se na ochranu před vlhkem zavírají v podvečer nebo před deštěm. Podle stanoviště rozkvétají v březnu až květnu, opylovány jsou hmyzem. Plody jsou drsné tobolky obráceně vejčitého tvaru obsahující hodně semen, těmi se podobně jako vedlejšími cibulkami šiří po okolí.

## Ohrožení
Některé lokality křivatce nejmenšího jsou ohrožovány lidskými aktivitami, stavební činnosti, změnou kultury pozemku nebo snahou o přesazování cibulek. Je proto v Seznamu cévnatých rostlin ČR z roku 2012 veden jako zranitelný druh (C3). Na Slovensku je (slovensky krivec najmenší) zařazen dokonce mezi druhy kriticky ohrožené.